# آن لينيا ساندبرج
آن لينيا ساندبرج (4 أغسطس 1938-31 ديسمبر 2009) كانت أخصائية مناعة أمريكية ومديرة بالنيابة لمركز الأبحاث القحفية التكاملية في المعهد الوطني لأبحاث الأسنان والقحف الوجهي (NIDCR). وكانت في السابق، تشغل مديرة مختبر وباحثة لمدة 23 عاماً في برنامج البحث الداخلي لمعاهد الصحة الوطنية في (NIDCR).

## حياتها المبكرة ودراستها
ولدت آن لينيا ساندبرج في 4 أغسطس 1938، في دنفر، كولورادو، لإرنست هيلسينج ساندبرج وآنا إلفيرا ساندبرج، باسم جاكسون. وكان لديها أخاً واحداً. انتقلت عائلتها في وقت لاحق إلى بوزيمان، مونتانا. وحصلت على بكالوريوس العلوم في الكيمياء من جامعة ولاية مونتانا. حصلت ساندبرج على دكتوراه الفلسفة في علم العقاقير من جامعة شيكاغو عام 1964. كانت أطروحتها بعنوان توصيف وتعديل التشعيع الناجم عن الشيخوخة في الفئران. وكان مستشارها للدكتوراه جون دول. دي.جي. أولدفيلد قد ساعدها في اشتقاق معادلة معايرة مصدر النيوترون وساعدها في التحليلات الرياضية لبيانات الوفيات في بحث الدكتوراه الخاص بها. قدمت دراغوسلافا فيسلنوفيتش وفرانك دبليو. فيتش الفحص النسيجي للأنسجة المستخدمة في أطروحة ساندبرج وساعدها إيتش.دي لاندال في تحليلات الكمبيوتر. وتلقت دعماً للتدريب من خدمة الصحة العامة بالولايات المتحدة. أكملت ساندبرج أبحاث ما بعد الدكتوراه في كلية الطب بجامعة تافتس من 1964 إلى 1968.

## أبحاثها ومسيرتها المهنية
شغلت ساندبرج وظيفة مشتركة كباحثة تحقيق في إدارة الصحة بمدينة نيويورك وأستاذة مساعدة للأبحاث في كلية الطب بجامعة نيويورك. وفي 1972، التحقت بالمعهد الوطني لأبحاث طب الأسنان (NIDCR) كرئيس قسم المناعة الخلطية في مختبر علم الأحياء الدقيقة والمناعة. في 1988، عُينّت رئيسة قسم المستقبلات الميكروبية ومسببات الأمراض، في مختبر البيئة الميكروبية. وقدمت مساهمات جديرة بالملاحظة في الأدبيات الطبية الحيوية حول المناعة الفطرية والتفعيل البكتيري للعدلات والتهاب الشغاف المعدي.
بعد 23 عاماً من العمل في برنامج البحث الداخلي لمعاهد الصحة الوطنية، انضمت إلى برنامج البحث الخارجي الخاص بها في 1995 كرئيس فرع أمراض الأورام وترقت لاحقاً لرئاسة قسم العلوم الأساسية والتحويلية. وطوال حياتها المهنية، وجهت ساندبرج أيضاً ودعمت التطوير الوظيفي للعديد من الطلاب والمحققين الشباب وزملاء ما بعد الدكتوراه. كانت تعمل مديرة مركز الأبحاث القحفية التكاملية في وقت تقاعدها في 2005. كما كانت عضوة في الجمعية الأمريكية لتقدم العلوم والرابطة الدولية لأبحاث طب الأسنان.

## أبحاثها
بحثت ساندبرج في آليات دفاع العائل والالتهابات المتعلقة بأمراض المناعة الذاتية. وكانت تعتبر خبيرة في الإنزيمات المنشطة التكميلية والأمراض الالتهابية. بحثت ساندبرج أيضاً في الالتصاق الميكروبي. بحث ساندبيرج في مسارات بديلة لتنشيط التسلسل المتسلسل لبروتينات مكملة لم تكن معروفة نسبياً في ذلك الوقت والتي يُعرف عنها حالياً أنها مفيدة في المناعة الفطرية والتكيفية.

## الجوائز والتكريمات
كُرمّت ساندبرج بجائزة الخريجات المئوية من جامعة ولاية مونتانا. كما حصلت على العديد من جوائز المعاهد الوطنية للصحة بما في ذلك جائزة الاستحقاق وجائزة الإنجاز الخاص وجائزة القانون الخاص.

## حياتها الشخصية
انخرطت ساندبرج في كنيسة إيمانويل اللوثرية في بيثيسدا بولاية ماريلاند وحضرت مجموعات مناقشة دراسة الكتاب المقدس. كان لها كوخاً في بحيرة فلاتهيد. أحبت ساندبرج عائلتها والأدب والموسيقى والبستنة. بعد التقاعد، أعادت إشعال شغفها بدروس العزف على البيانو. وتوفيت في 31 ديسمبر 2009، في منشأة سيدز أوف لاف كير في ليفينغستون، مونتانا. خلفت ساندبرج ورائها أخت زوجها وأربع بنات وخمسة من أبناء أخيها. وقد أُحرقت جثتها في محرقة فرانزين ديفيس.

## أعمالها المختارة
- Oliveira, Benedito; Shin, Hyun S.; Osler, Abraham G.; Sandberg, Ann L. (Feb 1970). "The Biologic Activities of Guinea Pig Antibodies: II. Modes of Complement Interaction with γ1 and γ2 Immunoglobulins". The Journal of Immunology (بالإنجليزية). 104 (2): 329–334. PMID:4189670. Archived from the original on 2019-04-07.
- Osler, Abraham G.; Oliveira, Benedito; Sandberg, Ann L. (Jan 1971). "Two Complement Interaction Sites in Guinea Pig Immunoglobulins". The Journal of Immunology (بالإنجليزية). 106 (1): 282–285. PMID:5543721. Archived from the original on 2019-04-07.
- Osler, Abraham G.; Sandberg, Ann L. (Nov 1971). "Dual Pathways of Complement Interaction with Guinea Pig Immunoglobulins". The Journal of Immunology (بالإنجليزية). 107 (5): 1268–1273. PMID:5117668. Archived from the original on 2019-04-07.
- Raisz, Lawrence G.; Sandberg, A. L.; Goodson, J. M.; Simmons, H. A.; Mergenhagen, S. E. (Aug 1974). "Complement-Dependent Stimulation of Prostaglandin Synthesis and Bone Resorption". Science (بالإنجليزية). 185 (4153): 789–791. Bibcode:1974Sci...185..789R. DOI:10.1126/science.185.4153.789. PMID:4843377.
- Wahl, L. M.; Olsen, C. E.; Sandberg, A. L.; Mergenhagen, S. E. (Nov 1977). "Prostaglandin regulation of macrophage collagenase production". Proceedings of the National Academy of Sciences (بالإنجليزية). 74 (11): 4955–4958. Bibcode:1977PNAS...74.4955W. DOI:10.1073/pnas.74.11.4955. PMC:432076. PMID:200941.
- Raisz, Lawrence G.; Simmons, Hollis A.; Sandberg, Ann L.; Canalis, Ernesto (Jul 1980). "lDirect Stimulation of Bone Resorption by Epidermal Growth Factor*". Endocrinology (بالإنجليزية). 107 (1): 270–273. DOI:10.1210/endo-107-1-270. PMID:6966568.